# Satana

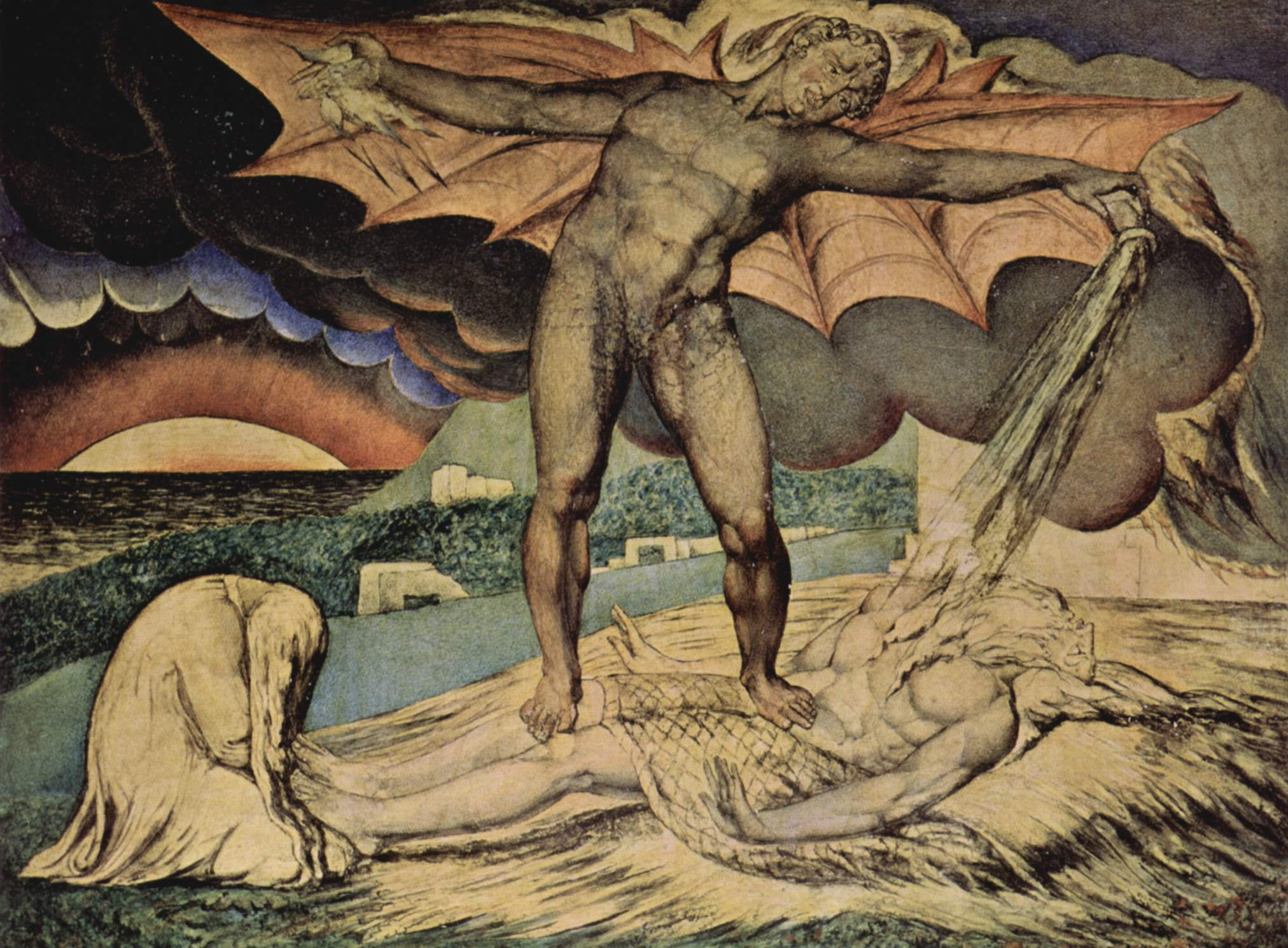
Satana punisce Giobbe con piaghe infuocate (William Blake, 1826)

Satana [sà-ta-na] (ebraico: שָׂטָן, Satàn, traslitterazione del masoretico Śāṭān; greco alessandrino: Σατανᾶς, Satanâs; latino: Satanas; aramaico: צטנא, Ṣaṭana; arabo: ﺷﻴﻄﺎﻥ, Šayṭān) è un termine che identifica uno o più esseri astratti, dalla natura maligna. Ha le sue origini nel monoteismo ebraico e contiene antiche influenze delle religioni caldee, soprattutto dello zoroastrismo.
Nelle religioni abramitiche derivate da quella ebraica, questa figura diventa l'incarnazione e/o agente del male, in contrapposizione a Dio, considerato principio del bene.
Nei racconti evangelici gli vengono attribuiti da Gesù di Nazareth vari nominativi, tra cui Principe delle Tenebre e Principe di questo Mondo; l'ebraico Śāṭān fu tradotto nella Septuaginta (408) in Διάβολος (diábolos), da cui derivò il termine tardo latino diabŏlus, cioè "diavolo", che significa "colui che divide".
Il "Satana" ebraico, cristiano e islamico presente nei rispettivi testi sacri di queste tre religioni presenta delle analogie con l'antico spirito persiano Ahreman, principio malvagio e portatore di distruzione il quale è metafora e simbolo di male, dolore, perversione e disperazione che gli esseri umani provocano tra di loro, contrapposto al Dio buono della luce, Ahura Mazdā. Satana viene identificato nei tempi recenti del Romanticismo europeo con il personaggio letterario di Mefistofele, antagonista del celebre Faust di Goethe: per lui i rivoluzionari francesi erano figli di Satana.

## Etimologia
Il nome risale, tramite il greco koinè "Σατανᾶς" (Satanâs) e il latino "Satănas" o "Satan", all'ebraico שָׂטָן (Satàn); Il termine Satana in ebraico letteralmente significa "oppositore in giudizio", pubblico ministero, e può anche indicare sia i propri nemici e avversari di guerra, politici israeliti e stranieri, sia i nemici di fede religiosa. Il suo significato sul dizionario italiano è "avversario", "colui che si oppone", "osteggiatore", "aggressore", "colui che complotta contro l'altro".
La radice ebraica ש - ט - ן (sin - tet - nun ; la nun è sofit in quanto a fine parola) sottende appunto al senso di "opposizione", "ostacolo".
Non inerisce al senso e al concetto di "male", né fisico, né, tantomeno, metafisico. Probabili origini del lemma potrebbero risiedere in:
- il verbo שוט (sut), (sterzare o cadere -lontano-),
- il verbo שטה (sata), (voltarsi, girarsi).
- il verbo שתן (shatan), (urinare).

## Storia antica e sviluppo della figura di Satana

### Origini in Medio Oriente
(Chris Mathews, Modern Satanism: Anatomy of a Radical Subculture, p. 1.)

La figura occidentale di Satana o del demonio risale a numerosi secoli antecedenti rispetto alla nascita della cultura giudaico-cristiana: si possono ritrovare le sue origini nella zona del Medio Oriente, in particolare nelle mitologie e religioni del Vicino Oriente antico, mesopotamiche, egizia, zoroastriana, caldea e cananea, caratterizzate da un pantheon o dalla credenza in divinità o spiriti malvagi e crudeli, ma anche neutrali o associati a catastrofi naturali (cfr. Set).
. 

Fu principalmente a causa dell'influenza zoroastriana sull'élite ebraica di Gerusalemme, avvenuta durante l'esilio babilonese, che l'ebraismo del Secondo Tempio
 iniziò a sviluppare una complessa teologia morale sul dualismo dell'eterna lotta tra bene e male, le cui tracce si possono abbondantemente ritrovare nell'apocalittica giudaica e nel giudaismo enochico (corrente di pensiero ebraica a cui vanno attribuiti numerosi apocrifi dell'Antico Testamento).
L'influenza zoroastriana e caldea tuttavia fu molto importante anche per il passaggio dal concetto di Sheol a quello dell'Inferno (insieme alla visione greca del Regno dei Morti), del giudizio divino, della punizione per i malvagi, dell'identificazione del male con il serpente, e, infine, con la nascita della demonologia nel giudaismo rabbinico.
Studiosi ritengono che la figura di Angra Mainyu sia equivalente alla figura abramitica di Satana e quello dei Daēva a quella dei Demoni: nell'antica religione mazdea (o religione zoroastriana) infatti, Angra Mainyu era l'angelo caduto che scelse liberamente la sua natura e la sua vocazione malefica, divenendo un'entità malvagia e distruttrice, guida di una schiera di angeli malvagi che si trascina con sé (chiamati Daeva) e contrapposti al Dio unico (chiamato Mazda) che viene assistito dai suoi 7 angeli del bene (spiriti santi il cui capo è Spenta Mainyu e gli altri 6 sono chiamati Ameša Spenta); nello stesso identico modo nella successiva religione ebraica Satana era l'angelo caduto, divenendo un'entità malvagia, guida di una schiera di angeli malvagi che si trascina con sé (chiamati Demoni) e contrapposti al Dio unico (chiamato Yhwh) che viene assistito dai suoi 7 angeli del bene (con Michele alla guida di altri 6) evidenziando il fin troppo ovvio spunto che la popolazione ebraica aveva tratto nel periodo Babilonese.

## Satana nella tradizione ebraica
Il vocabolo שָׂטָ֣ן śaṭan si presenta per la prima volta nella Torah in Numeri 22.22:
(Numeri  22.22; testo ebraico del Codex Leningradensis, trad. it. bibbia Interconfessionale)

esso è un angelo (מַלְאַ֨ךְ, mal'akh) di Dio il cui scopo è di porsi come avversario contro Balaam ergendosi lungo il suo cammino con la spada sguainata nella mano. In tale parte del testo, secondo Giulio Busi, esso riassume alcuni attributi fondamentali del śaṭan biblico; in quanto inviato di Dio, del quale segue il comando (anche se R.S. Kluger osservò che il «vero» avversario di Balaam è Dio stesso), il suo obiettivo è di evitare che Balaam percorra una strada storta, e ch'esso cada in un errore irreparabile. Attraverso la provocazione l'avversario ingenera ira alla vittima, alla quale però diventa evidente quanto è in atto.
Nell'angelologia enochica ebraica è presente la figura di Satanael, angelo al quale viene affidato da Dio il compito di verificare il livello di pietas dell'Uomo (Libro di Giobbe), ovvero del suo amore e della sua dedizione verso Dio stesso. Questo angelo, tuttavia mai menzionato come Satana-el all'interno del Tanakh, riporta infatti al Signore tutti i peccati dell'uomo: durante il giorno di Yom Kippur una preghiera rivolta a Dio afferma: fai tacere il Satan/chiudi (tappa) la bocca al Satan, richiesta fatta in vista del perdono e dell'espiazione dei peccati. 
Si dice poi che quest'angelo, chiamato anche Samael, come angelo distruttore concorra con il volere divino alla morte degli uomini. La tradizione ebraica presenta molti demoni, dalle più varie caratteristiche: Astarte, Belfagor, Belzebù, Belial, Lilith, Asmodeus, Azazél, Baal, Dagon, Moloch, Mammona, Mefistofele, Samael e molti altri ancora. Derivano dalle divinità adorate dai popoli della Palestina come i moabiti, cananei, edomiti, sodomiti, gebusei, filistei, amorrei, aramei, fenici, compresi gli stessi ebrei e si contrappongono al culto di Yahweh o di El.

### NelTanakhe nell'ebraismo del Secondo Tempio
Il Tanakh o "Bibbia ebraica" è molto povero di riferimenti a Satana (viene citato solo quattro volte), e comunque viene relegato ad un ruolo minore nei pochi libri in cui compare. La maggior parte dei demoni che vengono citati sono in realtà delle divinità presenti nei pantheon cananei ed egizi, che sono stati "demonizzati" in seguito alla divisione degli antichi israeliti dal popolo di Canaan e dalle altre popolazioni che all'epoca risiedevano in Palestina e nel Levante, per ragioni di carattere nazionalistico e indipendentista.
Nonostante Satana venisse già citato nel libro di Zaccaria, il primo manoscritto biblico in cui Satana fa la sua vera comparsa è il libro di Giobbe, uno dei testi prodotti dalla corrente del giudaismo sapienziale, la quale, così come gli apocalittici, cercava un modo per spiegare l'origine del male e la sofferenza umana.

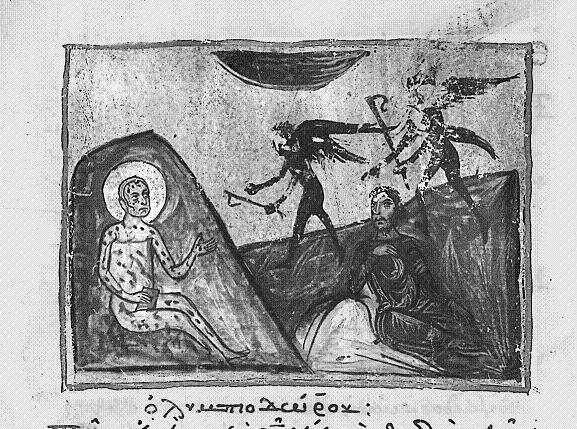
Illustrazione del libro di Giobbe da un manoscritto miniato (1200).
Nell'immagine sono presenti Giobbe piagato e due diavoli che gli si avvicinano.

Satana nel Tanakh svolge sempre il ruolo di angelo subordinato a Dio ed esegue gli ordini di quest'ultimo, senza mai ribellarsi. L'interpretazione teologica che vede Satana nel serpente di Genesi è in realtà molto tardiva, e non venne formulata dagli ebrei ma dai cristiani, che ancora oggi utilizzano questo modo di considerare il suddetto animale nel mito in questione. Sta di fatto però che nella cultura ebraica il serpente non ha nessun significato particolare.

In Isaia 14 - 12,13,14,15, come poi verrà evidenziato nella tradizione cristiana di seguito richiamata, viene citato il legame Satana-Lucifero: "Come mai sei caduto dal cielo, Lucifero, figlio dell'aurora? Come mai sei stato steso a terra, signore di popoli? Eppure tu pensavi: Salirò in cielo, sulle stelle di Dio innalzerò il trono, dimorerò sul monte dell'assemblea, nelle parti più remote del settentrione. Salirò sulle regioni superiori delle nubi, mi farò uguale all'Altissimo. E invece sei stato precipitato negli inferi, nelle profondità dell'abisso!".
Dopo la scomparsa della corrente apocalittica giudaica e la fine del periodo del Secondo Tempio, i cui unici rimasugli furono le sette del giudeo-cristianesimo e una minore influenza sull'ebraismo rabbinico, gli ebrei rabbinici abbandonarono le idee apocalittiche e tornarono a considerare l'esistenza di un esclusivo Dio benevolente, usando come basi gli insegnamenti dei rabbini del Talmud, e l'impossibilità di ribellione da parte degli angeli, in quanto creati senza peccato o, come poi esplicita Maimonide, essendo questi non esseri senzienti propriamente detti, ma "atti divini nel mondo".
Nonostante ciò le tradizioni ebraiche su Samael, che comprendono racconti, leggende ecc. riportati nell'Aggadah (ereditate anche dai cristiani) e le spiegazioni sull'esistenza del male presenti nella Qabbalah continuarono in momenti diversi a far riemergere la figura di un angelo ribelle. Ma nell'ebraismo il diavolo (costruito soprattutto su religioni e tradizioni straniere) rimane un'allegoria delle inclinazioni o comportamenti negativi che fanno parte della natura umana.

## Satana nella tradizione cristiana

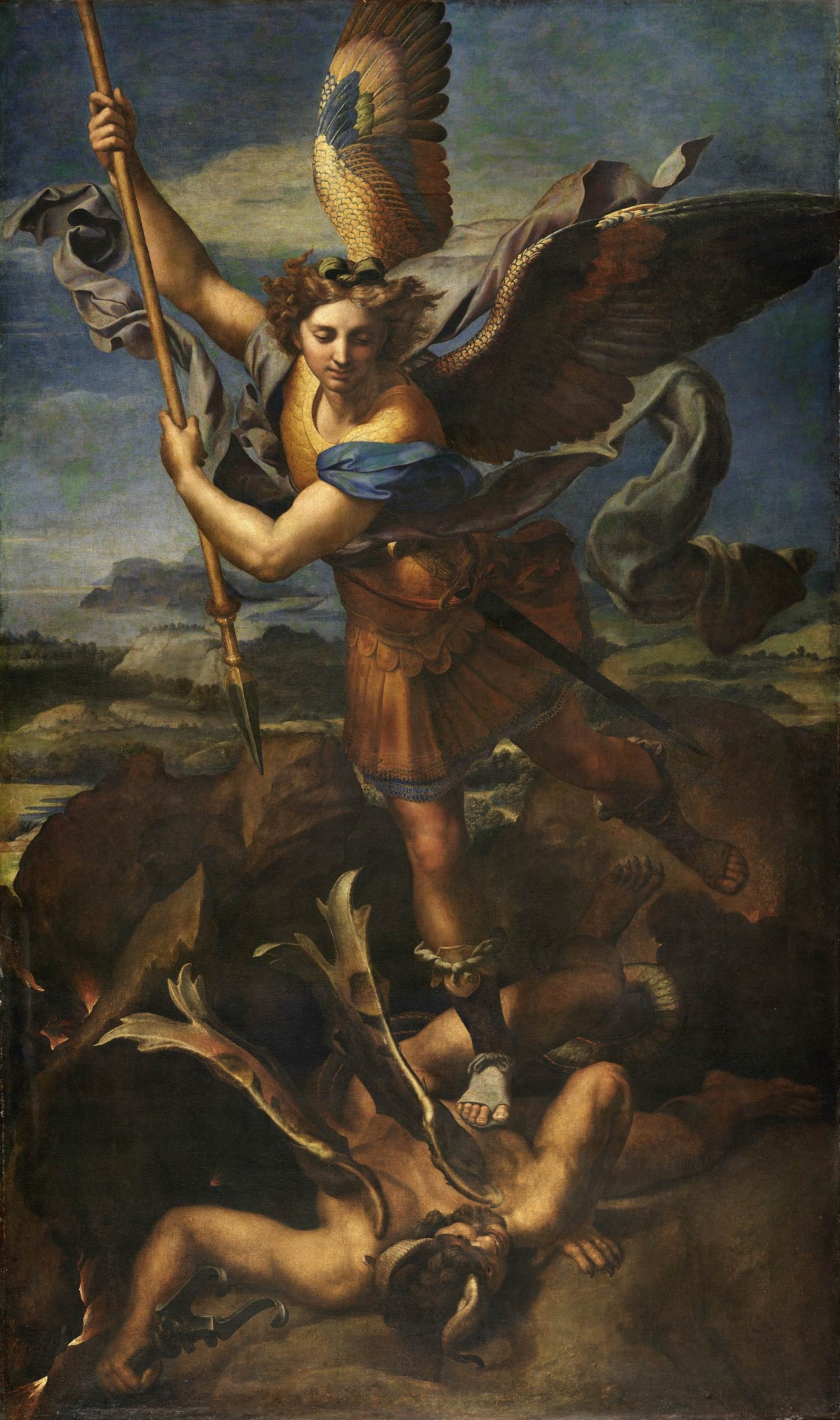
San Michele sconfigge Satana (opera di Raffaello Sanzio e Giulio Romano, 1518)

Nel contesto cristiano Satana, iconograficamente designato come Arcangelo del male, è la figura in netta contrapposizione con Dio. La storia riportata dalla Bibbia cristiana e dagli scritti dei Padri della Chiesa sembra talvolta identificarlo con Lucifero, ossia il serafino più bello, più splendente e più vicino a Dio, perciò chiamato Lucifero ("portatore di luce"), che però, proprio per questa sua vicinanza, credette d'essere non solo come Dio, ma più potente dell'Onnipotente stesso, peccando così di blasfema superbia e ribellandosi al volere di Dio.

### NelNuovo Testamento

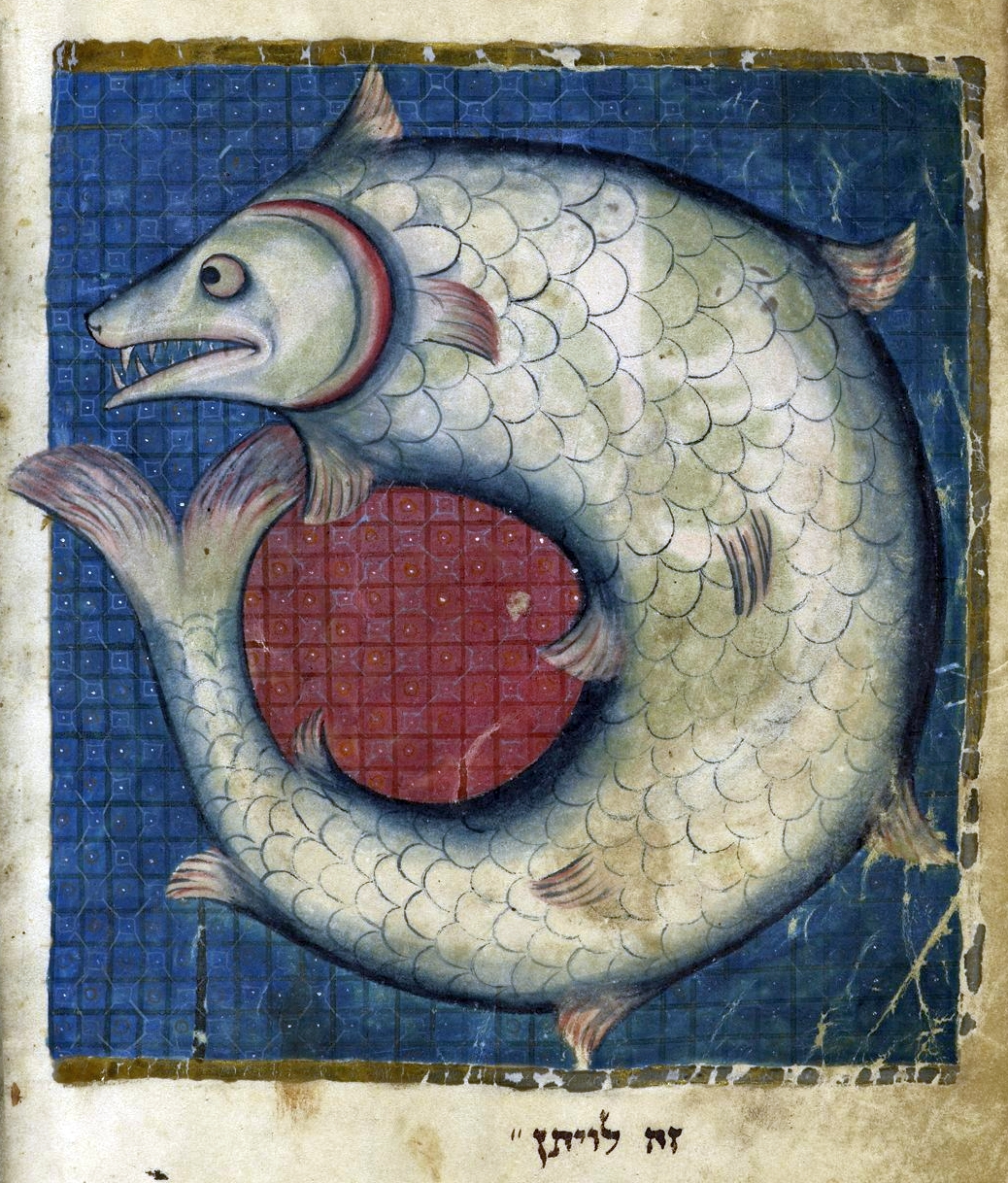
Raffigurazione del Leviatano dalla Miscellanea ebraica del Nord della Francia. 1278 circa.

Il Nuovo Testamento presenta Satana, o il diavolo, molto più di frequente rispetto al Tanakh, in una maniera del tutto nuova e assolutamente negativa di questo personaggio. Egli acquisisce un ruolo molto importante nelle narrazioni su Gesù come tentatore o accusatore rispetto a quest'ultimo. viene inoltre associato a numerosi demoni-divinità straniere del Tanakh, come Baal o Beelzebub, e a figure mostruose della mitologia ebraica, come il Leviatano, soprattutto nell'Apocalisse di Giovanni.

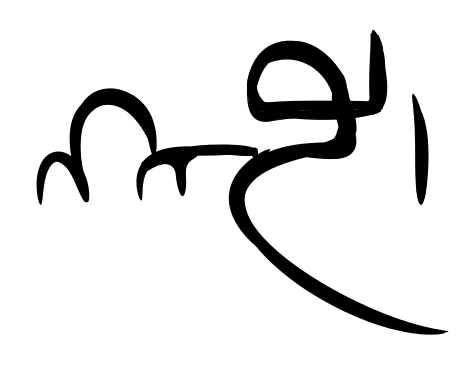
Ahreman scritto in medio persiano, presente nel Libro Pahlavi.

Il Nuovo Testamento contiene una sorprendente agitazione di forze demoniache. Nel giudeo-cristianesimo, prodotto del giudaismo enochico così come l'essenismo e influenzato anche da quest'ultimo (cfr. Rotoli del Mar Morto), Satana assume definitivamente negli scritti evangelici lo stesso ruolo che Angra Mainyu ricopre nello zoroastrismo, cioè di spirito maligno e portatore dell'oscurità contrapposto al Dio buono della luce, in questo caso Ahura Mazdā.
I vangeli hanno contribuito enormemente a costruire una identità malvagia vera e propria di Satana, attribuendogli la totalità del male, molto distinta dal suo ruolo di angelo obbediente inviato da Dio, come invece era raffigurato nel Tanakh.

### Età apostolica e patristica
Il primo scrittore cristiano a identificare il serpente di Genesi con Satana fu probabilmente Giustino, nei capitoli 45 e 79 del Dialogo con Trifone. Altri padri della Chiesa a menzionare questo punto di vista furono Tertulliano e Teofilo.
Ulteriori interpretazioni errate cristiane sul Tanakh riguardo alla presenza o riferimenti a Satana sono ad esempio il passo biblico 14,12-15 del libro di Isaia, nel quale viene citata la "stella del mattino", cioè il pianeta Venere, che però in questo contesto diventa una metafora per la sconfitta del sovrano babilonese Nabucodonosor II, nemico degli israeliti, presente anche lui nel medesimo capitolo. 

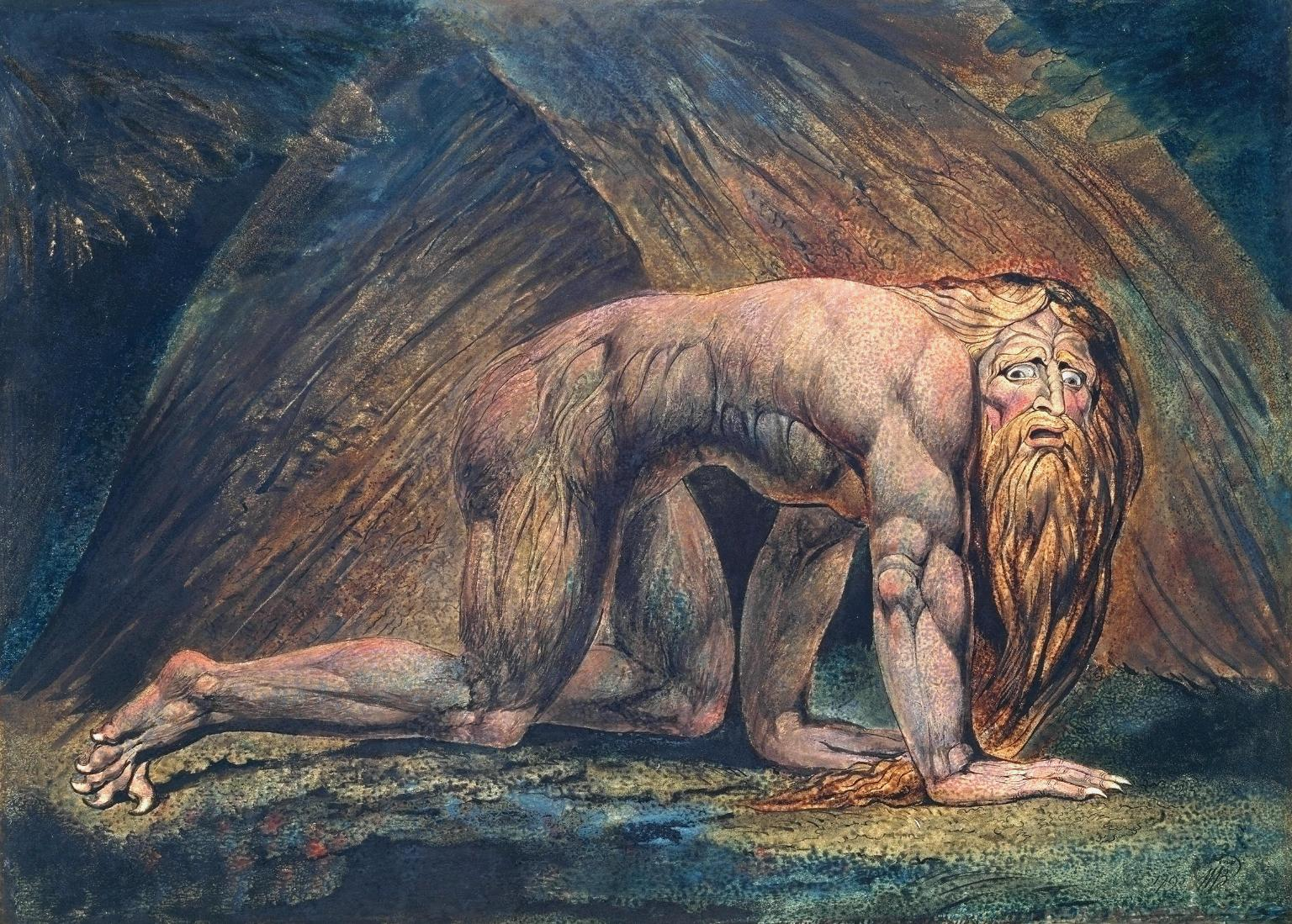
Nabucodonosor Dipinto di William Blake, 1795-1805, Tate Britain

Questa interpretazione cristiana va attribuita a san Girolamo, che tradusse, verso il 408, la Bibbia dal greco al latino, quindi dal termine Φωσφόρος (Phosphoros, cioè "portatore della luce") dedusse quello di Lucifer ("Lucifero"), il quale era già ricco di significati e proveniente da una tradizione letteraria e mitologica greco-romana affermata, che lo metteva in relazione con il leggendario Prometeo. A causa di questa traduzione, la Vulgata, ma più che altro della sua interpretazione letterale, nella quale Girolamo considerava la "stella del mattino" di Isaia un angelo ribelle che cade dal cielo, egli pensò che si riferisse a Satana, e non al sovrano Nabucodonosor II, facendo entrare il termine "Lucifero" nel linguaggio cristiano come uno dei nomi di Satana.
Allo stesso modo anche altri passi del Tanakh; ad esempio il 28,14-15 del libro di Ezechiele viene interpretato dai cristiani come un riferimento a Satana, perché narra di un cherubino che, nonostante la sua perfezione, cade in disgrazia. Il passo in questione, insieme all'intero capitolo, è però riferito al re di Tiro.
La concezione dualistica tra bene e male del paleocristianesimo venne influenzata anche dal contrasto tra materia e spirito dell'orfismo e platonismo greci. Già dal 94-97 i cristiani del Mediterraneo concepivano Satana come un antagonista il cui obbiettivo è di condurre la cristianità alla dannazione. Ignazio di Antiochia affermava nelle sue lettere che Satana regna sul mondo da quando quest'ultimo è nato e che, grazie all'incarnazione di Gesù e all'imminente parousia, la fine del suo dominio sarebbe arrivata molto presto.
È chiaro quindi che Ignazio, così come la stragrande maggioranza dei successivi padri della Chiesa e leader cristiani, prendeva la Bibbia alla lettera invece di interpretarla. Ad ogni modo, le opere di Ignazio sono importanti dal punto di vista linguistico, poiché egli utilizza per primo per riferirsi a Satana la parola ἄρχων ("arconte"), termine che avrebbe assunto un particolare significato nello gnosticismo.
L'insistenza di Ignazio per Satana era dovuta al suo continuo e incessante pensiero verso il martirio, ed era tale da considerare persino un'iniziativa ecclesiastica priva dell'autorizzazione di un vescovo come un atto effettuato da un adoratore del diavolo. In seguito venne bollata come un'opera di Satana la comparsa di scismatici ed eretici, contro i quali la Chiesa pronunciava anatemi sull'impossibilità di raggiungere il regno di Dio. Dopo il I secolo diventò una misura standard da parte della Chiesa, accusare gli eretici o gli eterodossi di essere alla mercé del diavolo.

### Funzione tentatrice di Satana
Il servo di Dio Dolindo Ruotolo ne parla così, in uno dei suoi scritti: 
La teologia cristiana ritiene il demonio non solo un'allegoria del male, ma un reale spirito angelico che opera contro il bene, avendo scelto liberamente di non servire Dio e di usare contro di lui i suoi doni. Dio, secondo il Cristianesimo, è una potenza infinitamente superiore al demonio, in quanto suo creatore ed essere onnipotente, perciò fondamento del suo essere e della sua essenza (come per tutte le altre sue creature). Pertanto, la concezione cristiana di Satana non deve essere confusa, ad esempio, con lo Zoroastrismo o con qualsiasi altra concezione che opponga due principi equipotenti (cioè il bene e il male). Le ragioni che portano al rifiuto della possibilità di un doppio principio sono puramente teoretiche, come ebbe a dimostrare Sant'Agostino contro l'eresia del Manicheismo che proponeva una visione dualistica della metafisica, divisa in parti uguali tra bene e male.

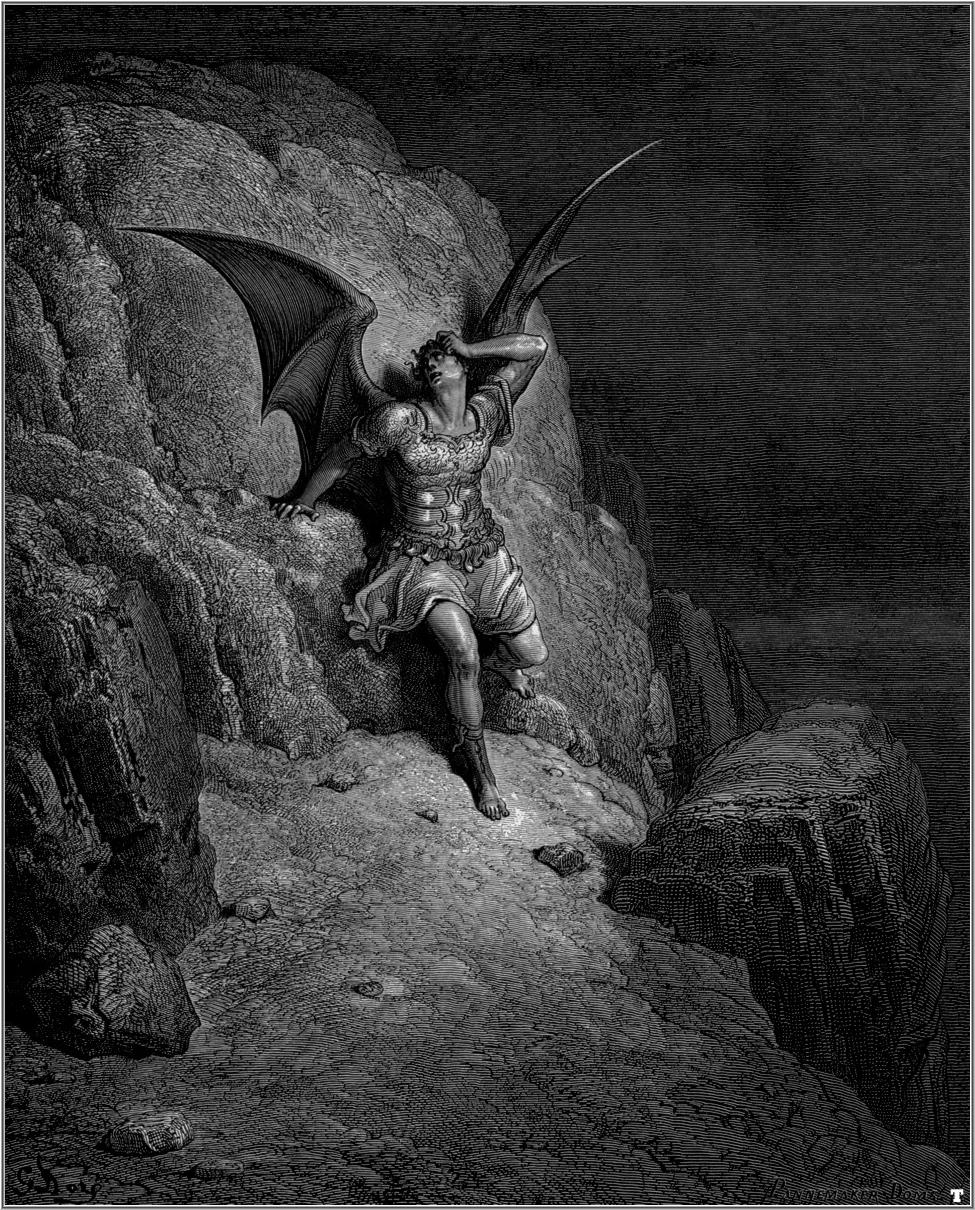
Illustrazione di Gustave Doré (1866) tratta dal Paradiso perduto.

Il Cristianesimo non nega il male, ma vi vede la spiegazione del sacrificio di Cristo sulla croce: senza questo evento non sarebbe stato possibile nient'altro che il male, per l'uomo. Infatti ad un male apparentemente così vincitore è contrapposto un bene ancora più potente ("lì dove ha abbondato il peccato, è sovrabbondata la grazia" afferma San Paolo), il bene assoluto e vittorioso. Con il Cristianesimo l'attenzione verso il male si sposta dai mali terreni, come cataclismi, terremoti e malattie, ai mali dell'anima, all'azione del demonio che non mira tanto a peggiorare l'esistenza terrena dell'uomo, quanto a farlo peccare e dannare in eterno, provocando la cosiddetta "morte secunda", com'è chiamata da San Francesco, ovvero la morte dell'anima.
Tuttavia sarebbe errato costringere per intero il Cristianesimo nella posizione unilaterale già sostenuta da Platone (il quale ebbe comunque il merito enorme della sua scoperta come dimensione fondante dell'uomo), e tuttavia enfatizzata (per via di fattori storici e intellettuali) dal Cristianesimo medievale: la cura dell'anima non prescinde dall'attenzione verso il mondo, non è una fuga, al contrario, è il compimento dell'uomo verso il mondo e nel mondo. Radice di tale punto di vista è il passo biblico in cui a Mosè viene ordinato di innalzare il serpente di rame, affinché gli Israeliti morsi dalle serpi nel deserto non morissero: Dio non elimina il male (fisico o metafisico) nell'uomo, ma gli dà invece i mezzi con cui affrontarlo e superarlo.
Addirittura nel libro di Giobbe Satana si rivolge a Dio istigandolo a mettere Giobbe (paradigma dell'uomo giusto), alla prova. Satana, come tutti gli angeli e come l'uomo, possiede intelligenza e volontà, pertanto la possibilità di scegliere se porre come fine delle proprie azioni Dio (corrispondendo a Dio e quindi permettendo l'instaurazione di una relazione d'amore), oppure no. Nel caso di Lucifero si tratta della prima infrazione. Tenendo ben fermo che l'uomo non è in grado di esulare dal proprio contesto spazio-temporale, e che quindi la riflessione verte su un tempo eternamente presente (ovvero: la caduta di Lucifero e dell'uomo non è interna alla creazione fisica, quindi un fatto; è bensì uno stato spirituale), "prima" che Lucifero si ribellasse non esisteva il male.
Sant'Agostino si interrogò a lungo sul problema del male, sulla natura del male. Per quel che riguarda il male morale: non si tratta di scegliere tra un bene e un male, bensì di decidersi tra un bene inferiore e uno superiore, in quanto nulla di ciò che è stato creato da Dio può essere detto cattivo, a meno che non ci si voglia assurgere a giudici della creazione. Non si può scegliere il male: si può solo scegliere male. Il peccato è un disordine dell'anima che invece di rivolgersi a ciò che è migliore, più elevato, si abbassa.

### Differenze con Lucifero
Secondo tradizioni cristiane più propriamente esoteriche, Satana è un essere differente da Lucifero, sebbene entrambi rappresentino due aspetti diversi di uno stesso principio del Male. Mentre Lucifero è il «Diavolo» in senso letterale che opera per risvegliare nell'uomo il suo libero arbitrio, conducendolo però in tal modo a un'esaltazione di superbia e di egoismo, Satana sarebbe una potenza più antica identificabile piuttosto con Arimane o Mefistofele, che cerca di degradare l'uomo trascinandolo nella materialità e inducendolo a riconoscersi soltanto nella natura e negli aspetti più bassi della creazione. Lucifero sarebbe cioè il Tentatore per eccellenza che agisce nell'interiorità dell'uomo, mentre Satana lavorerebbe dall'esterno per vincolare l'umanità alla terra, sovrintendendo allo sviluppo dei mezzi mondani e tecnologici che occultino le sue origini spirituali.
Analogamente Rudolf Steiner distingue Arimane da Lucifero, sostenendo come «gli spiriti arimanici, o spiriti mefistofelici, sono quelli che propriamente (se si prendono i nomi con esattezza) vengono chiamati dalla concezione medioevale gli spiriti di Satana, da non confondersi con Lucifero». «La forza [di Arimane] impedisce all'uomo durante l'esistenza fisica di vedere le entità spirituali animiche del mondo esteriore nascoste dietro alla superficie del mondo sensibile», mentre «gli spiriti luciferici diedero all'uomo la possibilità di esplicare nella sua coscienza piena libertà di azione, ma lo esposero al contempo anche alla possibilità dell'errore e del male».

L'attuale evoluzione della storia umana per Steiner non è che un riflesso della contesa tra l'arcangelo Michele e Satana svoltasi nel XIX secolo, e della conseguente caduta di quest'ultimo sulla terra: 
(R. Steiner, La caduta degli spiriti delle tenebre, XIII conferenza, 1917)

### Come un'allegoria
Saadia e Mosè Maimonide hanno interpretato il Satana nel Libro di Giobbe come simbolico.
Di diverso avviso è la traduzione del Nuovo Testamento greco, di Nestle-Aland (ed. 27). Secondo la grammatica greca il nome proprio di persona e di cosa è sempre accompagnato dall'articolo determinativo, come accade nella maggior parte delle occorrenze del nome "Satana" nei 4 evangeli, in cui è associato articolo / verbo e aggettivi al singolare, segno che l'autore lo considera un individuo, non un'entità astratta o collettiva  (esempio, le occorrenze nel Vangelo di Marco: Mt 4,10; 12, 26; Lc 10,18 / Lc 11,16/ Lc 13,16/ Lc 22,31; Mc 1,13/ Mc 3,26/ Mc 4,15; Gv 13,27).
Alcuni cristiani considerano che il diavolo nella Bibbia si riferisca figurativamente alla tentazione, tra i quali: David Joris, Thomas Hobbes (1651), Isaac Newton, Joseph Mede, Arthur Ashley Sykes, Richard Mead, John Simpson (1804), John Epps (1842), John Thomas (1848), Peter Watkins (1971).
Nella Bibbia e nel simbolismo satanico, il demonio è rappresentato dal numero 666. Nella Bibbia 3 è il numero perfetto che rappresenta la Trinità nei suoi vari aspetti. Il 333, indicato una volta, cioè per 1, esprime il mistero dell'unità di Dio; il 333, indicato due volte, indica le due nature, quella divina e quella umana, unite nella Persona divina di Gesù Cristo; il 333, indicato tre volte, cioè per 3 (come 999), indica il mistero delle Tre Persone divine, distinte e una sola. 999 è il numero più sacro (3 x 3 scritto per tre volte), mentre 666 è il rovesciamento del più sacro dei numeri. Nell'Apocalisse di San Giovanni (13,18): Qui sta la sapienza. Chi ha intendimento conti il numero della bestia, poiché è numero d'uomo; e il suo numero è 666.

## Satana nella tradizione islamica
Nell'Islam, Iblīs (in arabo  إبليس ‎?), è il diavolo principale. Appare più spesso nel Corano con il nome di Shayṭān (in arabo شيطان ‎?): Iblis è citato 11 volte e Shayṭān 87 volte.

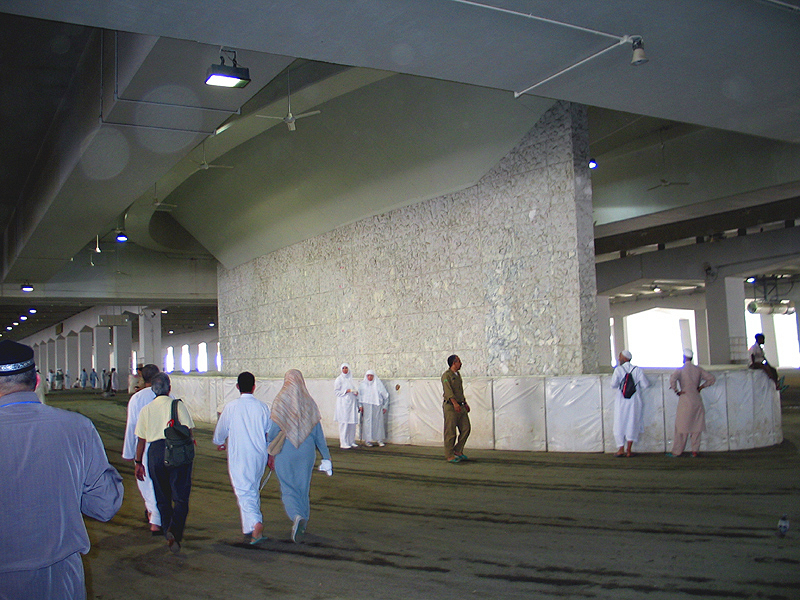
La grande stele che rappresenta il diavolo, presso la ʿAqaba, in un momento in cui non v'è il hajj, con il relativo lancio di sette pietruzze da parte dei pellegrini

Nell'Islam, Iblīs (conosciuto in occidente sotto il nome di "Lucifero" o "Satana") appartiene alla razza dei jinn (creature incorporee create a partire dalla "fiamma senza fumo", a differenza degli angeli, creati dalla luce e gli esseri umani, creati dalla terra). Egli era inizialmente una creatura molto fedele e ubbidiente a Dio, tuttavia divenne ribelle e da Lui maledetta nel momento in cui, dopo la creazione di Adamo, si rifiutò di obbedire all'ordine di Dio; infatti, quando a lui e agli angeli venne ordinato di prosternarsi di fronte ad Adamo (in segno di rispetto della superiorità che Dio gli diede su di loro) lui fu l'unico a ribellarsi e a non prosternarsi. La spiegazione di questo comportamento si può trovare in numerosi passaggi del Corano che raccontano questo avvenimento. Un esempio si può trovare nei versetti 11-18 della sura (capitolo) "Al-A'raf" (La barriera) in cui si legge:
11. In verità vi abbiamo creati e plasmati (voi, esseri umani), dopodiché dicemmo agli angeli (tra cui si trovava anche Iblīs): «Prosternatevi ad Adamo». Tutti si prosternarono eccetto Iblīs, che non fu tra i prosternati.
12. Disse [Allah]: «Cosa mai ti impedisce di prosternarti, nonostante il Mio ordine?». Rispose: «Sono migliore di lui; hai creato me dal fuoco, mentre creasti lui dall'argilla».
Fu quindi cacciato dal Suo cospetto e maledetto a causa della propria superbia nei confronti di Adamo. Da allora è noto in ambiente arabofono islamico come Shayṭān o Shayṭān il lapidato ( Shayṭān al-rajīm ), come affermato nel versetto 98 della sūra XVI del Corano che riferisce l'episodio in cui egli aveva tentato Ibrāhīm (Abramo), o secondo alcuni suo figlio Isacco o Ismāʿīl (Ismaele), perché non ubbidisse all'ordine di Dio - che voleva mettere alla prova l'ubbidienza del Suo servo - che Gli sacrificasse il figlio. Con la formula apotropaica musulmana Aʿūdhu bi-llāh min al-Shayṭān al-rajīm (mi rifugio in Dio da Satana "il lapidato"), sempre in ottemperanza con quanto prescritto da Cor., XVI:98, si usa avviare la lettura testuale del Testo sacro dell'Islam, facendola seguire dalla basmala che, salvo in un caso, premette qualsiasi sūra coranica. La lapidazione con pietre ( jimār ) di 3 diverse colonne nella zona della ʿAqaba di Mecca, nel corso della conclusione del rito canonico del hajj, costituisce uno dei momenti obbligatori della cerimonia e uno dei suoi momenti più spettacolari, anche se potenzialmente pericolosi a causa dell'affollamento e delle pietre che possono colpire i fedeli più a ridosso delle colonne che rappresentano appunto Shayṭān.

## Nella letteratura occidentale

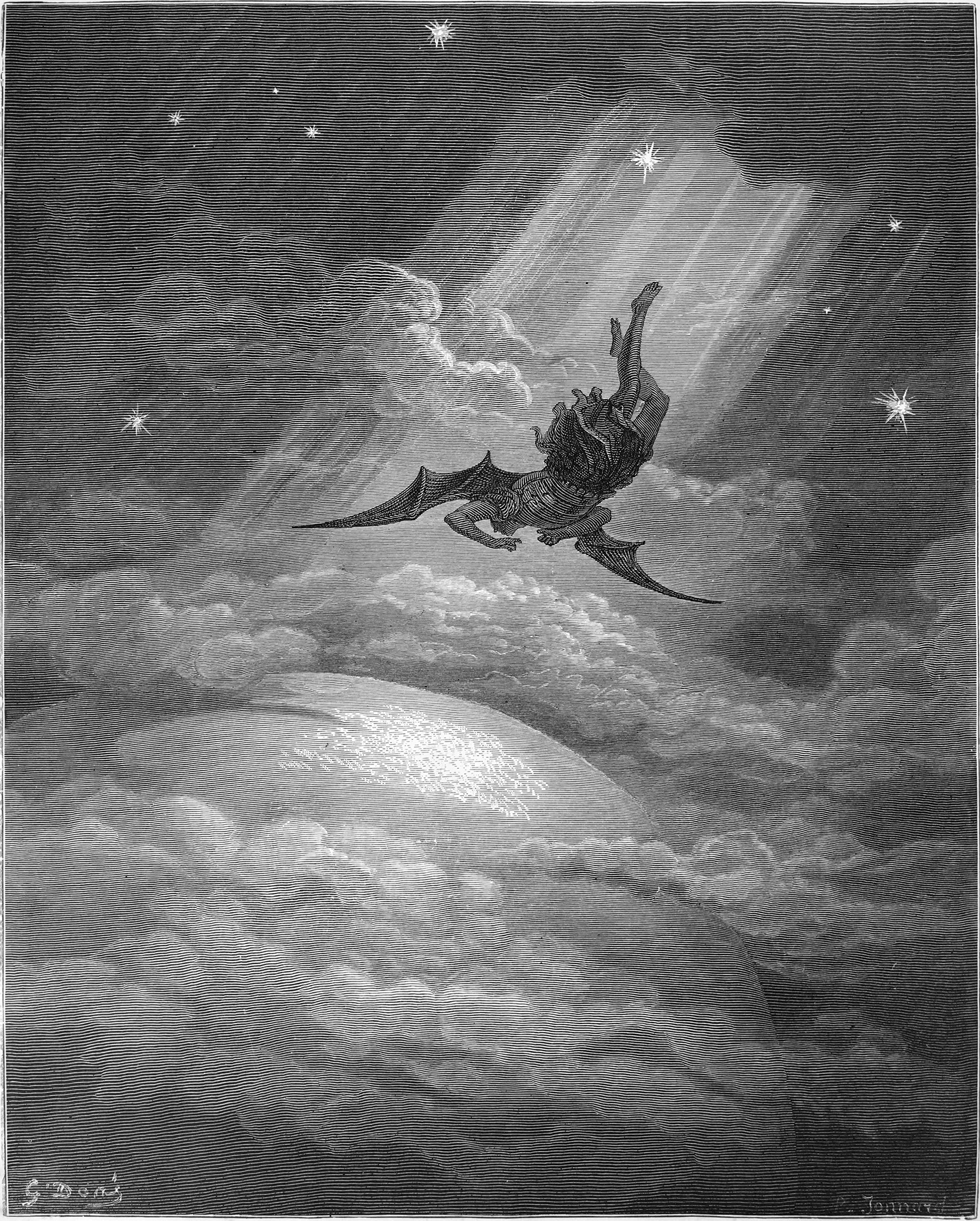
La caduta di Satana in un'illustrazione di Gustave Doré

La dettagliata e straordinaria storia di Satana in versione "Lucifero" è narrata dal poeta inglese John Milton nel poema epico Paradiso perduto (Paradise Lost, 1667), che racconta esattamente della ribellione e della guerra in Cielo, della caduta, della Creazione del mondo (posteriore alla caduta di Lucifero) e dell'uomo, e infine della tentazione e della caduta di Adamo ed Eva. L'interpretazione di Lucifero quale Angelo Ribelle è quella comune alla visione patristica accettata cioè dai padri della chiesa (Tommaso D'Aquino, San Benedetto, San Girolamo, Tertulliano, Origene, nonché San Gregorio Magno, San Cipriano di Cartagine, San Bernardo di Chiaravalle e Sant'Agostino di Canterbury). Questa visione nasce da un passo dell'Antico Testamento, che viene tradizionalmente interpretato come un riferimento a Lucifero anche se il suo nome non compare mai. I brani del libro di Isaia in questione si riferivano, infatti,in origine, al re di Babilonia, che i cortigiani adulavano chiamandolo "Portatore di Luce" (in latino Lucifer). Isaia, nella sua invettiva contro il re di Babilonia (che inizia con "In quel giorno il Signore ti libererà dalle tue pene e dal tuo affanno e dalla dura schiavitù con la quale eri stato asservito. Allora intonerai questa canzone sul re di Babilonia e dirai: «Ah, come è finito l'aguzzino, è finita l'arroganza!", Isaia, 14, 3-4) gli rinfaccia questo soprannome dicendo, per l'appunto (Isaia, 14, 12-14).
"Come mai sei caduto dal cielo,
astro del mattino, figlio dell'aurora?

Come mai sei stato steso a terra,
signore di popoli?

Eppure tu pensavi nel tuo cuore:
Salirò in cielo,
sopra le stelle di Dio
innalzerò il mio trono,
dimorerò sul monte dell'assemblea,
nelle vera dimora divina.
Salirò sulle regioni superiori delle nubi,
mi farò uguale all'Altissimo."
Come rappresentazione di Satana, Lucifero nel Medioevo fu descritto come un mostro gigantesco, con tre facce (ad immagine distorta della trinità divina): una nera (il colore simbolo dell'ignoranza) una gialla (simbolo di collera) e una rossa (l'impotenza), con ali di pipistrello che agitate producevano un vento gelido che ghiacciava il profondo dell'Inferno. Impressionante e spaventevole è la precisa descrizione data nella "Divina Commedia" da Dante Alighieri, che, insieme a Virgilio, incontra Lucifero di persona:
A quel dinanzi il mordere era nulla
verso 'l graffiar, che talvolta la schiena
rimanea de la pelle tutta brulla. [...]»
(Dante Alighieri, "Divina Commedia", "Inferno", canto XXXIV, vv.28-60)
Nel romanzo novecentesco Il maestro e Margherita, scritto da Michail Afanas'evič Bulgakov, Satana in persona, giunto a Mosca sotto le spoglie di un mago insieme con un bizzarro corteo di diavoli aiutanti, sconvolge la pigra routine della capitale sovietica.

### Fonti cristiane
- Bibbia
- John Milton, Paradise Lost (Paradiso perduto),1667
- Dante Alighieri, Divina Commedia - Inferno
- Padre Dolindo Ruotolo, La Genesi - commenti
- Sant'Agostino d'Ippona, Confessiones (Confessioni)
- Sant'Agostino d'Ippona, De natura et gratia contra Pelagium (La natura e la grazia contro Pelagio)
- Sant'Agostino d'Ippona, De civitate Dei (La città di Dio)
- Sant'Agostino d'Ippona, De genesi contra Manichaeos (La Genesi contro i Manichei)

### Fonti islamiche
- Il Corano
- Abū l-Faraj ibn al-Jawzī, Talbīs Iblīs (La delusione di Iblīs). Più un lavoro di polemica verso al-Ghazali che un'opera vera e propria di demonologia.
- Shiblī, Akām al-mirjān fī aḥkām al-jānn (Le barriere di corallo nelle disposizioni riguardanti i jinn). Da ricordare che Iblīs, nello stesso Corano, è definito talora un jinn, con tutta una serie di problemi teologici di non facile soluzione.

### Monografie
- Sergio Quinzio, Mysterium iniquitatis, Adelphi, Milano, 1995
- Renzo Lavatori, Satana un caso serio, EDB, Bologna, 1996
- Livio Fanzaga, Il falsario, Edizioni SugarCo, Milano, 1999
- Śaṭan שטן. Avversario, in Simboli del pensiero ebraico. Lessico ragionato in settanta voci, Giulio Busi, Torino, Einaudi 1999, p. 319. ISBN 88-06-15138-X
- G. L. Brena (a cura di), Mysterium iniquitatis. Il problema del male, Ed.Libreria Gregoriana, 2000
- Renzo Lavatori, Il diavolo tra fede e ragione, EDB, Bologna, 2001. ISBN 978-88-10-40950-3
- Marcello Craveri (a cura di). I Vangeli apocrifi. 13ª ed. Torino, Einaudi, 2001. Nota 2 p. 433. ISBN 88-06-11674-6